# مثلث بركن

جهاز تقطير وفيه مثلث بركن : 1 Stirrer bar/حجر غليان و{5 سداد تفلون, لتجميع الناتج.

مثلث بركن (بالإنجليزية: Perkin triangle)‏ في الكيمياء، هو جهاز يستخدم في تقطير المواد التي تفسد من تلامسها مع الهواء. وهو مسمى باسم مخترعه «وليام بركن» الابن (ابن وليام بركن) وكان تصميمه في شكل مثلثي. الصورة في هذا الشكل هي صورة للجهاز الحديث، وفيه استبدل الصنبور الزجاجي بصنبور من التفلون محكم بالنسبة للهواء.
بعض المواد لها نقطة غليان مرتفعة بالإضافة إلى حساسيتها بالنسبة لتعرضها للهواء. لتلك المواد يمكن استخدام جهاز تقطير بالتفريغ، بحيث يمكن استبدال التفريغ بغاز خامل بعد انتهاء عملية التقطير. ولكن تلك الطريقة قد لا تكون مناسبة في حالة الرغبة في أن يكون ناتج التقطير تحت ضغط منخفض. ولإجراء العملية تحت تلك الظروف فيمكن استخدام جزء مقابل "pig" ويثبت عند نهاية المكثف، أو في حالة المواد شديدة الحساسية للهواء فيمكن استخدام مثلث بركن.
يستخدم مثاث بركن مجموعة متتابعة من الصنابير الزجاجية أو صنابير تفلون تعمل على عزل نواتج التقطير عن الأجزاء الأخرى التي يتم تقطيرها، من دون اضطرار لعزل معظم المادة تحت التقطير عن التفريغ أو مصدر الحرارة، بحيث يمكن استمرار التقطير. وبغرض إتمام ذلك فيبدأ بعزل العينة من التفريغ (الضغط المنخفض) بواسكة صنابير؛ بعد ذلك يمكن استبدال الفراغ فوق العينة بغاز (مثل النتروجين) أو الأرجون) ثم يتم عزله وأخذه. ويمكن إضافة قارورة لتلقي الناتج من الجهاز، تكون مفرغة من الهواء ومتصلة بجهاز التقطير عن طريق صنبور من أجل تجميع جزء آخر من الناتج، وهكذا، حتى يتم تجميع كل أجزاء العينة.

## تجفيف مذيب
يعتبر مثلث بركن حهازا مناسبا أيضا لتجفيف مذيب. فيمكن أن يسمح للمذيب بإعادة السريان فوق مادة التجفيف المحبوسة في قارورة التقطير (يرمز لها في الشكل بالرمز 1) لفترة زمن مناسبة لتجفيف المذيب. ثم يمكن فتح الصنبور (يرمز له في الشكل بالرمز 5) من أجل تجميع المذيب في
دورق شلينك. وحسب نقطة غليان المذيب، فيمكن تطبيق طريقة التفريغ في العملية.

## وصلات خارجية
Royal Society of Chemistry: Classic Kit: 'Perkin's' triangle: 